# مونتيبيلو فيسينتينو
مونتيبيلو فيسينتينو (بالإيطالية: Montebello Vicentino)‏ هي مدينة وبلدية في مقاطعة فشنزة في منطقة فنيتة، شمال إيطاليا.